# Tapisseries de Tournai
La tapisserie de Tournai est le nom donné à la production des nombreux ateliers de tapisserie de haute-lisse actifs à Tournai du début du XIVe siècle jusqu'au début du XVIIIe siècle.

## Historique
Pendant longtemps, les tapissiers d'Arras ou de Tournai ont été les plus productifs. Tournai a été une ville d’obédience politique française jusqu’au siège de Tournai en 1521 et son annexion par Charles Quint. 
Les premières mentions de tapissiers à Tournai datent de 1295. En 1352, Jean Capars, un ouvrier de haute lisse originaire d'Arras, vient s’établir à Tournai. Un premier règlement portant sur l'organisation des tapissiers est établi à Tournai en 1398, un second, en 1408, concernant les « ouvriers à la marche » (tisserands de basse lisse), « ouvriers de hauteliche » et « draps nommés hauteliche ». En 1423, les hautelissiers de Tournai se sont séparés de la guilde des merciers et ont créé leur propre corporation. Bien que Tournai appartienne au domaine royal et soit un enclave dans les possessions du duc de Bourgogne, le duc de Bourgogne Philippe le Bon a commandé aux ateliers de Tournai la tenture réputée être le chef-d'œuvre de cette époque, la fameuse tenture de l'Histoire de Gédéon ou de la Toison d'or, commandée en 1448 et terminée 1452, destinée à décorer les lieux de réunion du chapitre de l'ordre de la Toison d'or.
Les ateliers de tapisserie de Tournai ont réalisé d’importantes tentures historiées illustrant un même sujet d’inspiration biblique, historique, mythologique ou romanesque, reprenant les idéaux chevaleresques de la cour de Bourgogne. Philippe le Bon a commandé à Robert Dary et Jean de L’Ortye en 1448 la tenture de l'Histoire de Gédéon ou de la Toison d'or à livrer en quatre ans, et qui était, d'après Eugène Soil, « la pièce la plus fameuse sortie des ateliers tournaisiens ». 
La ville est occupée par les Anglais en 1513 pendant une courte période et une épidémie de peste va entraîner la mort de la moitié de la population.
Vers 1530, Tournai qui avait ravi la première place à Arras dans la production des tapisseries depuis la prise d'Arras par Louis XI en 1477, voit de nouveaux concurrents se développer, Bruxelles, Lille, etc. La production de tapisseries va cesser à Tournai en 1720.

## Principales tentures réalisées dans les ateliers tournaisiens
| Années               | Sujet                                                                                          | Atelier                            | Peintre             | Image |
| -------------------- | ---------------------------------------------------------------------------------------------- | ---------------------------------- | ------------------- | ----- |
| 1446                 | Chambre de tapisserie de verdure avec des enfants allant à l'école                             | Jehanne de Pottequin               |                     |       |
| Milieu de XVe siècle | Histoire d'Hercule                                                                             |                                    |                     |       |
| 1448-1452            | Histoire de Gédéon ou de la Toison d'or                                                        | Robert Dary et Jean de L’Ortye     | Bauduin de Bailleul |       |
| 1459                 | Histoire d'Alexandre le Grand                                                                  | Pasquier Grenier                   |                     |       |
| 1461                 | Passion de Notre Seigneur                                                                      | Pasquier Grenier                   |                     |       |
| 1462                 | Histoire d'Esther et d'Assuérus                                                                | Pasquier Grenier                   |                     |       |
| 1462                 | Histoire du Chevalier au cygne                                                                 | Pasquier Grenier                   | Jacques Daret       |       |
| 1466                 | Chambre de tapisserie avec personnages et orangers                                             | Pasquier Grenier                   |                     |       |
| 1468-1472            | Guerre de Troie                                                                                | Pasquier Grenier                   |                     |       |
| Entre 1497 et 1501   | Tapisserie héraldique de John Dynham, 1er baron Dynham                                         | Atelier Grenier                    |                     |       |
| 1504-1530            | Histoire de Calicut (voyage de Vasco de Gama) Tapisserie à la manière de Portugal et de l'Inde | Jean Grenier ou Arnould Poissonier |                     |       |
| vers 1507            | Cité des Dames                                                                                 |                                    |                     |       |
| 1510                 | Bûcherons                                                                                      | Jean Grenier                       |                     |       |
| vers 1515            | Judith et Holopherne                                                                           | Arnould Poissonier                 |                     |       |